# Taitu Hotel
L'Itegue Taitu Hotel è l'albergo più antico di Addis Abeba, in Etiopia.

## Storia
L'albergo fu edificato nel 1907 su progetto dell'architetto armeno Minas Kherbekian, per volere dell'imperatrice Taitù Batùl, moglie di Menelik II, allo scopo di potervi accogliere gli ospiti stranieri in visita alla città.
Durante la guerra d'Etiopia, la struttura, ribattezzata Hotel Imperial (poi Hotel Imperiale durante il periodo coloniale italiano), ospitò vari reporter stranieri inviati per narrare le vicende belliche, tra i quali lo scrittore Evelyn Waugh, che si ispirò proprio all'albergo per descrivere l'immaginario Hotel Liberty in cui ambientò la novella satirica Scoop.
Negli anni sessanta e settanta l'adiacente Jazzamba Lounge divenne sede dell'Ethiopian jazz scene, ma l'albergo cadde successivamente in declino.
Nel gennaio del 2015 un grosso incendio, sviluppatosi per cause ignote, distrusse il Jazzamba Lounge e danneggiò profondamente l'hotel; i proprietari annunciarono fin da subito la loro intenzione di ricostruirlo interamente.

## Descrizione

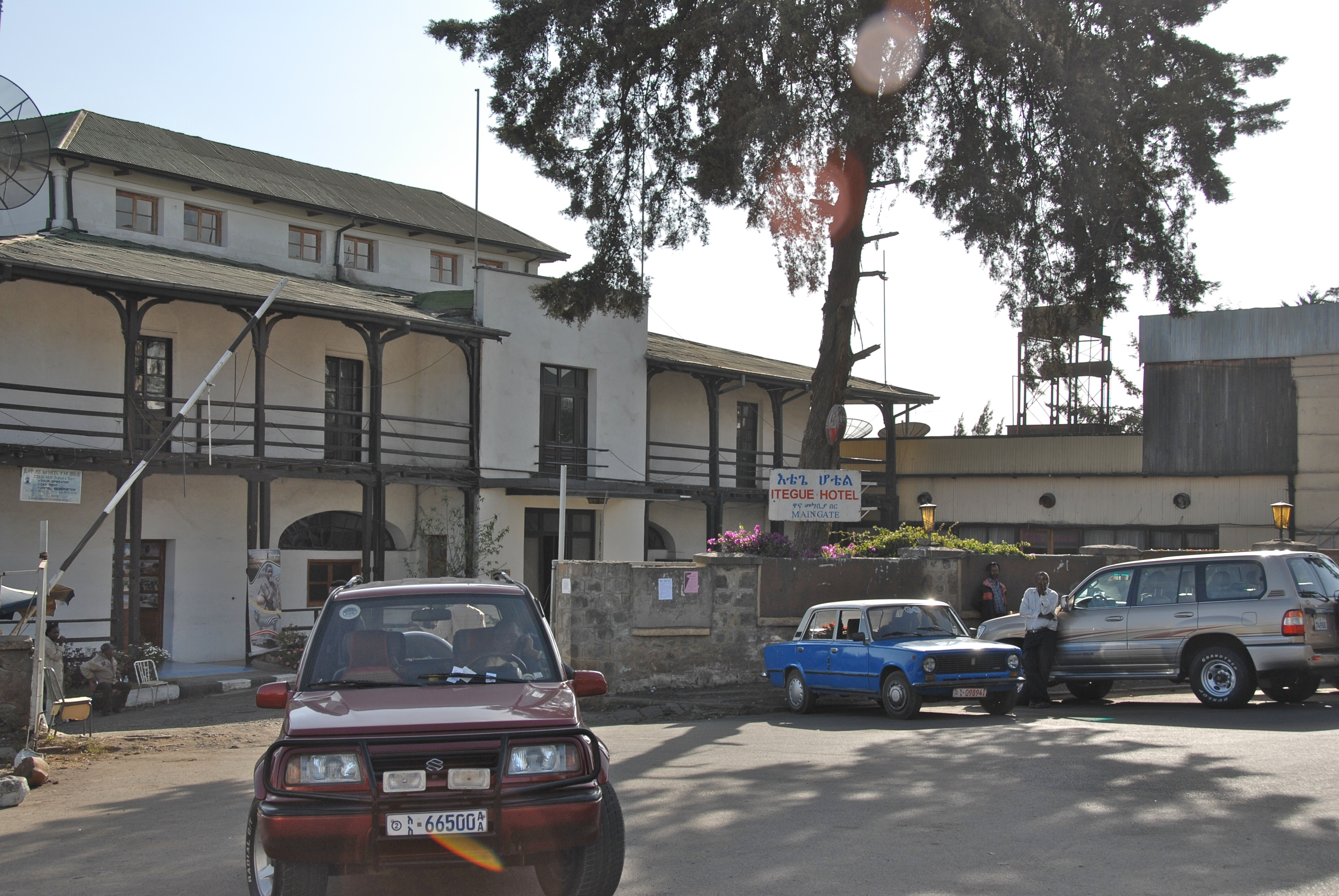
La facciata d'ingresso nel 2007

La struttura è caratterizzata dalla presenza di molte strutture in legno, tra cui le lunghe verande che corrono lungo le facciate al piano terreno e al primo piano, le scale e i pavimenti.